# Pardosa sowerbyi
Pardosa sowerbyi este o specie de păianjeni din genul Pardosa, familia Lycosidae, descrisă de Henry Roughton Hogg în anul 1912. Conform Catalogue of Life specia Pardosa sowerbyi nu are subspecii cunoscute.